# Куртово
Ку́ртово (болг. Куртово) — село в Пловдивській області Болгарії. Входить до складу общини Карлово.

## Населення
За даними перепису населення 2011 року у селі проживали 226 осіб, усі — болгари.
Розподіл населення за віком у 2011 році:
Динаміка населення: